# Prix des Savoirs
Le prix des Savoirs  est un prix littéraire français qui récompense une œuvre littéraire en langue française privilégiant la thèse, l'analyse, la réflexion autour de tous les savoirs. Ce prix a été fondé par la critique et romancière Laurence Biava et décerné pour la première fois en 2012 sous le nom initial de prix littéraire du Savoir et de la Recherche.

## Historique
Le prix des Savoirs a été fondé par la critique et romancière Laurence Biava en 2011 sous le nom initial de prix littéraire du Savoir et de la Recherche en même temps que le prix Rive Gauche à Paris. Après le refus de David Le Breton de recevoir le prix en 2011, à la suite de la polémique de Maxime Brunerie, membre du Jury du Prix et la défection de certains membres du jury dont Amélie Nothomb et quelques autres... la première édition est annulée et reportée en 2012, avec un jury refondu.

## Liste des lauréats
- 2011 : (annulé, jury désavoué par l'auteur) David Le Breton pour Éclats de voix, éditions Métailié.
- 2012 : Marie-Edith Cypris pour Mémoires d’une transsexuelle. La belle au moi dormant, PUF .
- 2013 : Paul Audi pour Qui témoignera pour nous ? Albert Camus face à lui-même, éditions Verdier.
- 2014 : Nathalie Zajde pour Qui sont les enfants cachés ? Penser avec les grands témoins (œuvre collective), éditions Odile Jacob.
- 2015 : Yuval Noah Harari pour Sapiens (traduit de l'anglais), éditions Albin Michel.
- 2016 : Lauren Malka pour Les journalistes se slashent pour mourir. La presse face au défi numérique, éditions Robert Laffont.
- 2017 : Jacques Rancière pour Les Bords de la fiction, éditions du Seuil.
- 2018 : Simone Veil pour Mes combats, éditions Bayard.
- 2019 : Claire Marin pour Rupture(s), éditions de l'Observatoire[3].
- 2020 : Elsa Godart pour Éthique de la sincérité. Survivre à l’ère du mensonge, éditions Armand Colin[4].
- 2021 : Delphine Horvilleur pour Vivre avec nos morts, éditions Grasset.
- 2022 : Marielle Macé pour Une pluie d'oiseaux, éditions José Corti. Ex aequo

avec Karine Safa pour Pourquoi la Renaissance peut sauver le monde éditions Plon.
- 2024  : Juliette Morice pour Renoncer aux voyages' éditions Presse Universitaire de France.

## Jury et sélection

### 2020

#### Jury
- Brigit Bontour, chroniqueuse littéraire
- Arnaud Genon, docteur en littérature, écrivain, enseignant
- Aymeric Patricot, écrivain, essayiste, enseignant de lettres
- Julien Cendres, écrivain, préfacier, directeur d’édition
- Sylvie Ferrando, écrivain, enseignante de lettres, chroniqueuse littéraire
- Gilles le Bail, écrivain, sociologue, économiste, secrétaire général de l’Atelier de la république (think tank humaniste)
- Florence Marguerie, écrivain
- Bruno Girardon, manager chez Safran/Snecma
- Nelly Garnier, consultante littéraire auprès des entreprises, lectrice chez Albin Michel
- Adeline Fleury, écrivain, journaliste
- Pia Petersen, écrivain
- Laurence Biava, présidente du Collège, écrivain, agent littéraire et d’artistes.